# سندرم ریوز
سندرم ریوز (انگلیسی: Revesz syndrome) یک بیماری کشنده است که موجب رتینوپاتی اگزوداتیو و نارسایی مغزاستخوان می‌شود. علائم این بیماری؛ کم خونی آپلاستیک شدید، عقب ماندگی رشد داخل رحمی، پراکندگی موها، مشبک شدن رنگ پوست، آتاکسی مخچه به هیپوپلازی و کلسیفیکاسیون مغزی می‌باشد. اثرات آن شبیه به سندروم هوییرال هریداسن می‌باشد.

## تاریخچه
این سندرم در سال ۱۹۹۲ نامگذاری شد. اولین بیمار آن یک پسربچه ۶ ماهه از سودان بود. در طی ۷ ماه، آنمی آپلاستیک بیمار توسعه یافته و پس از ۱۹ ماه درگذشت. مورد دوم در سال ۱۹۹۴ در یک دختر جوان در مجارستان گزارش شده است. علائم بیماری او بسیار شبیه علائم کودک بیمار سودانی بود. مورد سوم نیز یک کودک ۵ ساله در هند گزارش شده است.